# Wittersdorf
Wittersdorf – miejscowość i gmina we Francji, w regionie Grand Est, w departamencie Górny Ren.
Według danych na rok 1990 gminę zamieszkiwało 660 osób, a gęstość zaludnienia wynosiła 139 osób/km² (wśród 903 gmin Alzacji Wittersdorf plasuje się na 378. miejscu pod względem liczby ludności, natomiast pod względem powierzchni na miejscu 509.).